# Daytona USA 2001
Daytona USA 2001 (Daytona USA na América do Norte) é um jogo eletrônico de corrida  desenvolvido pela Amusement Vision e Genki e distribuído pela Sega, Hasbro Interactive e Infogrames lançado em dezembro de 2000 para o console Dreamcast.
O jogo contém todas as pitas do Daytona USA original e do Daytona USA: Championship Circuit Edition, além da introdução de três novos cirtuitos (Rin Rin Rink, Circuit Pixie e Mermaid Lake), com gráficos melhorados em relação às versões de arcade e Sega Saturn, modo online para até 4 jogadores (exceto na versão PAL). A jogabilidade é diferente em relação às versões arcade e do Saturn, sendo semelhante ao jogo Tokyo Xtreme Racer 2, é notável crítica à sensibilidade excessiva dos controles, que podem ser ajustados na versão americana e europeia.

## Circuitos
- Three Seven Speedway
- Dinosaur Canyon
- Sea-Side Street Galaxy
- National Park Speedway
- Desert City
- Circuit Pixie
- Rin Rin Rink
- Mermaid Lake